# 教育研究全国集会
教育研究全国集会（きょういくけんきゅうぜんこくしゅうかい）は、日本教職員組合が主催する全国的な教育に関する研究集会である。略称は全国教研（ぜんこくきょうけん）。

## 概要
1950年6月、朝鮮戦争が勃発し、再軍備や戦後民主教育を見直す逆コースともいわれる教育政策のもとで日本教職員組合はスローガン「教え子を再び戦場に送るな、青年よ再び銃を取るな」を採択し、戦後教育に関する運動を開始し、1951年11月、栃木県日光市で第1回全国教育研究大会を開いた。これが現在の教育研究全国集会の始まりである。その後、日本教職員組合は毎年1回の教育研究全国集会を開催、現在に至っている。第1回大会では文部政務次官も参加して天野貞祐文部大臣（当時）の挨拶を代読している。また、最近も内閣総理大臣、文部科学大臣等からの挨拶が寄せられるほか、開催地の教育長等が挨拶している。
全体集会では記念講演があるのが恒例で、講演者は矢内原忠雄・南原繁ら東京大学総長、都留重人・大内兵衛・湯川秀樹・家永三郎・日高六郎らの学者、阿部知二・桑原武夫・中野好夫・堀田善衛・木下順二・林光・重松清・C・W・ニコルらの文学者・芸術家、羽仁節子・太田堯・山住正己・国分一太郎らの教育学者・教育者等が行っている。なお、2007年度の全体集会（2008年2月2日）では広田照幸の講演が予定されていたが、会場として予定していたプリンスホテルに使用を拒否されたため、中止となった。
分科会は日本語教育（国語教育）、外国語教育、社会科教育等の約10の教科関連のものと、人権教育、障害児教育、国際連帯の教育、平和教育等約15の問題別・課題別のものの他、「教育格差と学力保障」のような、その時々の教育課題に応じた「特別分科会」などに分かれている。
2010年、山形市で開かれた全体集会では第1回全国教育研究大会以来となる高井美穂文部科学大臣政務官が出席をした。
2021年1月23日に開催された第70次集会は、新型コロナ感染症の流行に伴って、初のオンライン集会の形で全体会のみの開催となった。

## 関連書籍
- 『日本の教育』（全国教育研究集会の報告。一ツ橋書房、のち アドバンテージサーバーから毎年一冊刊行。）